# عثمان رحمان‌زاده
عثمان رحمان‌زاده (۱۳۳۵ بوکان) پیکره‌تراش عروسک‌های چوبی کُرد ایرانی است. او به خاطر عروسک‌هایش به پدر ژپتوی ایران معروف شده‌است.

## بیوگرافی

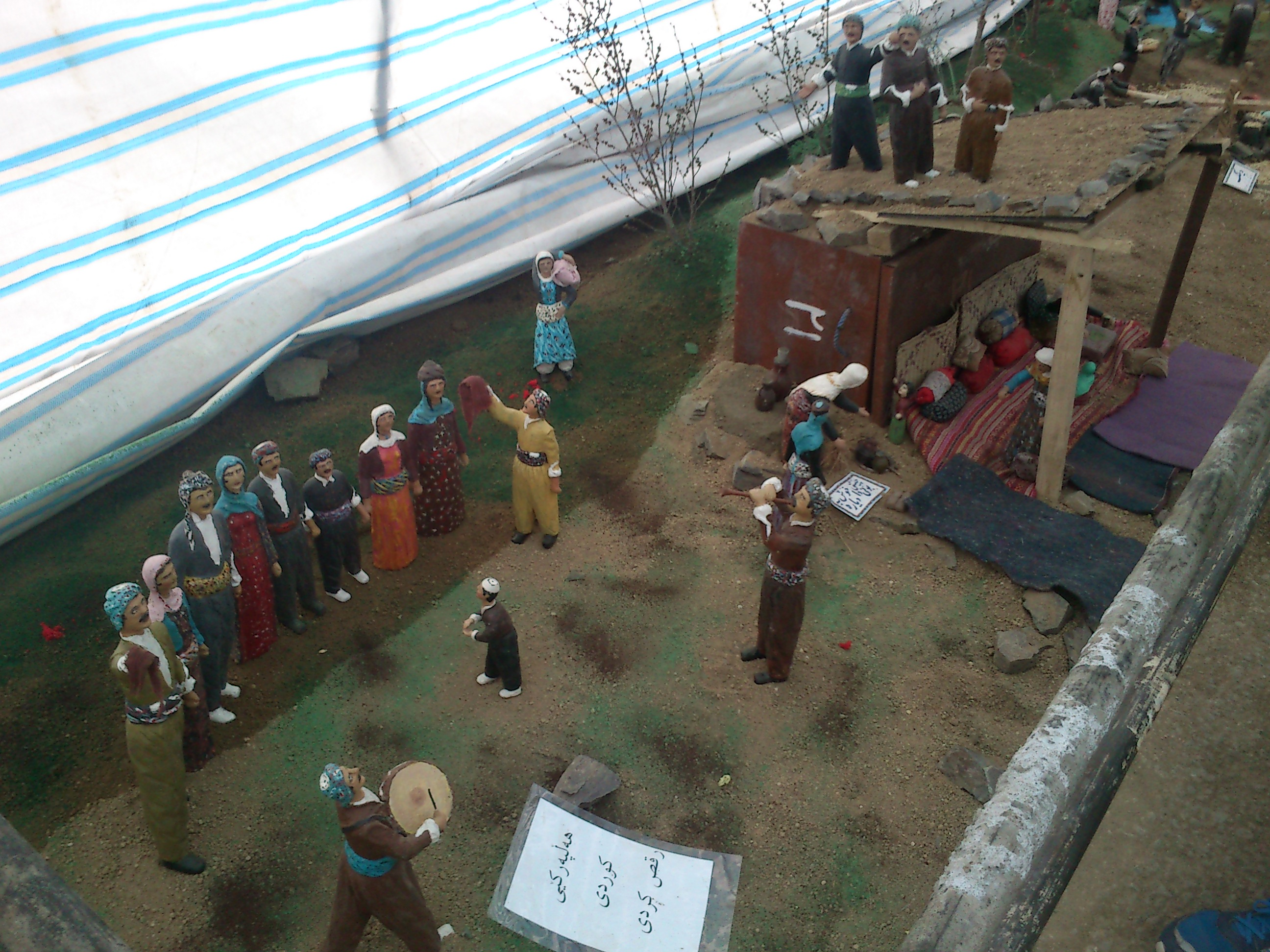
یکی از آثار رحمان زاده در نمایشگاه نوروزی ۱۳۹۴ در شهر بوکان

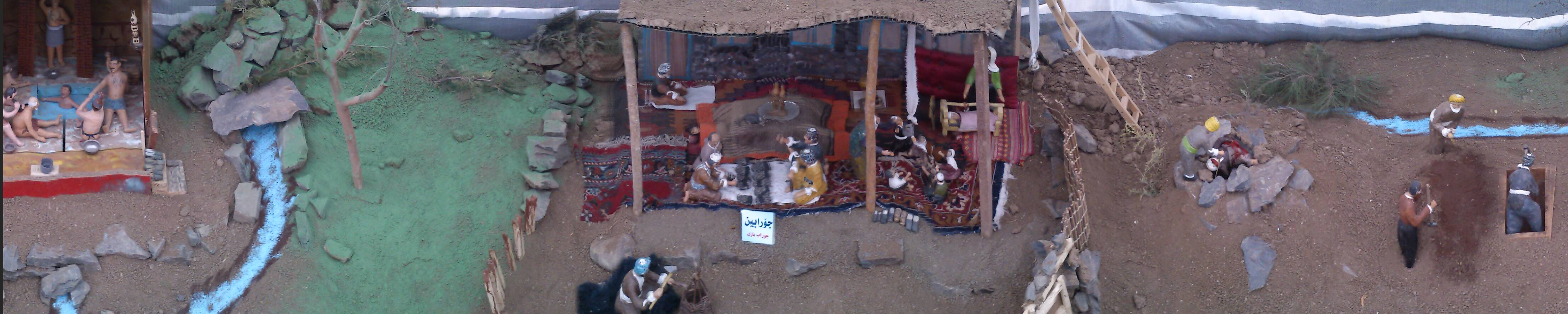
یکی از آثار رحمان زاده در نمایشگاه نوروزی ۱۳۹۴ در شهر بوکان

عثمان رحمان زاده در سال ۱۳۳۵ در روستای ناچیت در نزدیکی شهر بوکان به دنیا آمد. او با استفاده از چوب و مقوا به ساختن مجسمه می‌پردازد. او مجسمه‌سازی را از سن ۱۰ سالگی آغاز کرده‌است. او در طراحی و آرایش عروسک‌ها و نیز در چینش صحنه، بخشی از آداب و رسوم مردم کُرد را به مخاطب خود نشان دهد. رحمان‌زاده همچنین به نوشتن داستان و تصویرگری دربارأ عروسک‌ها پرداخته‌است. روش کار او بدین صورت است که پیش از ساخت هر مجسمه، فضای مورد نظر را در ذهن خود آفریده و به شخصیت‌های داستانش فکر کرده و بر مبنای آن صحنه‌آرایی کرده و با چیدمان پیکرک‌ها در کنار هم به تصویری زنده از زندگی دست پیدا می‌کند. او در کارهایش، مراسم باران‌خواهی، عروسی، بازی‌ها، ضرب‌المثل‌ها و دیگر آداب و رسوم مردم کُرد را به مخاطب نشان داده‌است. رحمان زاده دربارهٔ مجسمه‌های طراحی و ساخته شده توسط خودش می‌گوید:
آثار من بیانگر درد و رنج‌های مردمانم هستند که در کنار من درشادهای و تلخی‌ها زیسته‌اند.
رحمان‌زاده تا اکنون بیش از ۱۴۰۰ عروسک چوبی ساخته و طراحی کرده‌است که در بیش از ۷۰ کارتن از آن‌ها نگهداری می‌شود.

## نمایشگاه
در سال ۱۳۹۰ نمایشگاهی از مجسمه‌ها و پیکره‌های رحمان زاده در برج میلاد تهران برگزار شد. 

## نمایشگاه دائمی
سوم مهرماه ۱۳۹۷ نمایشگاه دائمی آثار استاد رحمان زاده، در زادگاهش (روستای ناچیت، در ۱ کیلومتری شهر بوکان) افتتاح شد. این نمایشگاه در ملک شخصی استاد به صورت دائمی دایر شده و بازدید برای عموم آزاد است.